# 다카키 나리타
다카키 나리타(일본어: 高木 成太, 1977년 4월 5일 ~ )는 일본의 전 축구 선수이다.

## 구단 경력
과거 도쿄 베르디, 요코하마 FC, FC 기후에서 활동하였다.